# Coelotrypes latilimbata
Coelotrypes latilimbata är en tvåvingeart som först beskrevs av Günther Enderlein 1911.  Coelotrypes latilimbata ingår i släktet Coelotrypes och familjen borrflugor. Inga underarter finns listade i Catalogue of Life.